# Adopțianism
Adopțianismul a fost o doctrină religioasă (considerată erezie) apărută la Roma, care neagă pluralitatea persoanelor divine (contrar modalismului care admite Sfânta Treime) și divinitatea lui Isus, care era considerat a fi doar fiul adoptiv al lui Dumnezeu.

## Prima etapă
Adopțianismul a fost introdus de Theodotus (către anul 195 d.Hr.), care dorea o "revenire la monoteism". El susținea că Isus, născut dintr-o fecioară, a primit la botez în Iordan Duhul Sfânt (sau Spiritul Sfânt), adică l-a primit în corp pe logosul Cristos (conștiința universală). Isus a fost răstignit, ar fi înviat și ar fi mântuit lumea. Pentru exemplara lui supunere, Dumnezeu l-ar fi adoptat ca Fiul său. Considerat eretic, Theodotus (cunoscut și ca Teodot cel vechi) a fost excomunicat în 190 de Papa Victor.
În același sens, Paul de Samosata (260–272), episcop de Antiochia, susține că logosul Cristos, care sălășluise și în sufletul lui Moise și a altor profeți inițiați, a sălășluit temporar și în sufletul lui  Isus (între botez și răstignire). 
Isus s-ar fi aflat într-o relație de iubire cu Dumnezeu, iar între Spiritul Sfânt și Isus a existat numai o unitate de voință, o unitate morală, nu o unitate de substanță.

## A doua etapă
În secolul al VIII-lea a apărut în Spania o altă formă de adopțianism, care însă admitea Trinitatea. Această variantă târzie a fost inițiată, indirect, de un oarecare Migetius. Din combaterea acestuia, pe baze neo-nestoriene, de către episcopul Elipandus de Toledo, s-a născut, propriu-zis, adopțianismul. În curând, șef al partidei adopțianiste a devenit episcopul Felix de Urgel. Erezia a fost combătută mai întâi la 785, de papa Adrian I, apoi de Sinodul de la Ratisbona (792), convocat de împăratul Carol cel Mare; de Alcuin la Sinodul de la Frankfurt (794); de Sinodul de la Aachen (799).